# Список нематериального культурного наследия в Туркменистане
Список нематериального культурного наследия в Туркменистане включает 9 шедевров наследия человечества, 4 из которых были зарегистрированы совместно с одной или несколькими странами. Все они числятся в представительном списке; в списке наследия, нуждающегося в срочной защите и реестре передового опыта по сохранению наследия элементы от Туркменистана отсутствуют.
Туркменистан ратифицировал конвенцию об охране нематериального культурного наследия 25 ноября 2011 года. Первым в список шедевров устного и нематериального культурного наследия человечества от Туркменистана был включён героический эпос «Гёроглы» (2015 год).

## Представительный список
Элементы таблицы расположены в порядке их добавления в представительный список нематериального культурного наследия человечества.
| # | Изображение | Название | Год внесения в список | №    |
| - | ----------- | --- | --------------------- | ---- |
| 1 |             | Эпос «Гёроглы» (туркм. «Görogly» şadessany) | 2015                  | 1028 |
| 2 |             | Новруз (туркм. Nowruz) Совместно с Азербайджаном, Афганистаном, Индией, Ираном, Ираком, Казахстаном, Кыргызстаном, Узбекистаном, Пакистаном, Таджикистаном и Турцией                                                | 2016                  | 1161 |
| 3 |             | Обряд пения и танца Куштдепди (туркм. Küştdepdi aýdym we tans dessury) | 2017                  | 1259 |
| 4 |             | Традиционное туркменское искусство ковроткачества (туркм. Türkmen milli halyçylyk sungaty) | 2019                  | 1486 |
| 5 |             | Мастерство изготовления дутара и традиционное искусство исполнения музыки в сочетании с пением (туркм. Dutar ýasamak senetçiligi, dutarda saz çalmak we bagşyçylyk sungaty)                                         | 2021                  | 1565 |
| 6 |             | Традиция пересказа анекдотов о Молле Эпенди (туркм. Molla Ependiniň şorta sözlerini gürrüň berijilik däbi) Совместно с Азербайджаном, Казахстаном, Кыргызстаном, Таджикистаном, Турцией и Узбекистаном              | 2022                  | 1705 |
| 7 |             | Искусство туркменской вышивки (туркм. Türkmen keşdeçilik sungaty) Совместно с Ираном | 2022                  | 1876 |
| 8 |             | Шелководство и традиционное производство шёлка для ткачества (туркм. Ýüpekçilik we dokmaçylykda ýüpek önümçiliginiň däpleri) Совместно с Афганистаном, Азербайджаном, Ираном, Турцией, Таджикистаном и Узбекистаном | 2022                  | 1890 |
| 9 |             | Культура ахалтекинского коневодства и традиции украшения лошадей (туркм. Ahalteke atçylyk sungaty we atlary bezemek däpleri)                                                                                        | 2023                  | 1978 |